# Namalycastis nicoleae
Namalycastis nicoleae är en ringmaskart som beskrevs av Glasby 1999. Namalycastis nicoleae ingår i släktet Namalycastis och familjen Nereididae. Inga underarter finns listade i Catalogue of Life.